# プリモディーネ
プリモディーネは日本の競走馬。第3回ファンタジーステークスと第59回桜花賞を制した。馬名の由来はイタリア語で Primo Ordine （一流の、一番の）。伊達秀和ゆかりのソーダストリーム一族がひさびさに送り出した活躍馬である。

## 戦績
※現役中に馬齢の表記方法が変更されたため、2000年までは旧表記で記載

### 3歳時
1998年10月11日、京都競馬場で行われたダート1400mの 新馬戦でデビュー。1番人気で1着となった。
続く11月7日のファンタジーステークスには福永祐一が騎乗して出走。ダート戦1勝のみの成績からか、12頭中6番人気であった。レースではやや後ろにつけ追走、前を行くタヤスブルームや、ほぼ同じ位置にいたゴッドインチーフなどを、ラスト3ハロン34秒8の末脚でかわして重賞初勝利を挙げた。
2連勝の勢いに乗って阪神3歳牝馬ステークスを目標に調整されたが、軽いフレグモーネを発症したため回避した。

### 4歳時
明けて1999年、3月6日のチューリップ賞に出走。レースでは逃げたエイシンルーデンスが後続を抑えて1着となり、プリモディーネは4着に敗れた。
4月11日の第59回桜花賞では、阪神3歳牝馬ステークスを制したスティンガー、シンザン記念と4歳牝馬特別を連勝したフサイチエアデール、さらにはトゥザヴィクトリー、ウメノファイバーなどの好メンバーが揃った中、プリモディーネは4番人気に推された。スタートで1番人気のスティンガーが大きく出遅れる波乱の展開の中でじっと後方に待機、4コーナーまで動かず、他馬が動いて進路が開くのを見極めてスパートをかけ、出走馬で最速のラスト3ハロン35秒7で一気に差し切ってGIタイトルを獲得した。騎乗した福永祐一はGI挑戦25戦目で初の制覇となった。
桜花賞と同じコンビで優駿牝馬（オークス）へ向かう予定だったが、福永は桜花賞の翌週の4月17日に中京競馬場で落馬、左肋骨2本骨折、左腎損傷という重傷を負ってしまったため、藤田伸二に乗り替わることとなった。
5月30日、第60回優駿牝馬に出走。父が短中距離系のアフリートであることから距離適性が不安視されて3番人気だった。1番人気はトゥザヴィクトリー、2番人気は前走出遅れて力を出し切れなかったスティンガーであった。レースはエイシンルーデンスがスローペースで逃げる展開の中、折り合って後方から追走、直線で追い込むが0.1秒差届かず、ウメノファイバーの3着に敗れた。
桜花賞を勝ち、優駿牝馬でも僅差の3着と強さを見せ、秋華賞やエリザベス女王杯に向けて期待されていたが、右前脚の蹄に蟻の巣状に穴があく蟻洞という病気を発症、完治するには健康な蹄が伸びてくるのを待つしかないため、長期間休養することとなった。

### 5歳以降
前走から約1年半たった2000年11月12日、再び福永とコンビを組んでエリザベス女王杯に出走。しかし馬体重は40kg増の516kgと、成長分を考えても体調は万全とはいえない状態であり、結果は直線で伸びず16着だった。その後阪神牝馬特別では8着、明けて2001年に京都牝馬ステークスでは16着と振るわなかった。さらに右第一趾骨骨折が判明し、放牧に出された。
約半年後の8月12日、札幌競馬場でクイーンステークスに出走し10着。そして9月1日に新馬戦以来のダート戦となるエルムステークスに出走したが、結果は11着だった。
その後再び蹄の状態が悪化したため、現役を引退した。

## 競走成績
以下の内容は、netkeiba.comに基づく。
| 競走日     | 競馬場 | 競走名           | 格   | 距離（馬場）  | 頭 数 | 枠 番 | 馬 番 | オッズ （人気） | 着順 | タイム （上り3F） | 着差 | 騎手     | 斤量 [kg] | 1着馬（2着馬）         | 馬体重 [kg] |
| ---------- | ------ | ---------------- | ---- | ------------- | ----- | ----- | ----- | --------------- | ---- | ----------------- | ---- | -------- | --------- | ---------------------- | ----------- |
| 1998.10.11 | 京都   | 3歳新馬          |      | ダ1400m（良） | 9     | 8     | 9     | 001.70（1人）   | 01着 | R1:26.8（37.6）   | -0.3 | 幸英明   | 53        | （ムゲン）             | 488         |
| 0000.11.07 | 京都   | ファンタジーS    | GIII | 芝1400m（良） | 12    | 5     | 5     | 015.20（6人）   | 01着 | R1:21.7（34.8）   | -0.2 | 福永祐一 | 53        | （ゴッドインチーフ）   | 488         |
| 1999.03.06 | 阪神   | チューリップ賞   | GIII | 芝1600m（良） | 14    | 4     | 6     | 007.60（3人）   | 04着 | R1:35.5（35.5）   | -0.4 | 福永祐一 | 54        | エイシンルーデンス     | 480         |
| 0000.04.11 | 阪神   | 桜花賞           | GI   | 芝1600m（良） | 18    | 7     | 14    | 008.90（4人）   | 01着 | R1:35.5（35.7）   | -0.2 | 福永祐一 | 55        | （フサイチエアデール） | 484         |
| 0000.05.30 | 東京   | 優駿牝馬         | GI   | 芝2400m（良） | 18    | 2     | 4     | 006.60（3人）   | 03着 | R2:27.0（34.7）   | -0.1 | 藤田伸二 | 55        | ウメノファイバー       | 476         |
| 2000.11.12 | 京都   | エリザベス女王杯 | GI   | 芝2200m（良） | 17    | 6     | 11    | 026.10（7人）   | 16着 | R2:14.7（35.0）   | -1.9 | 福永祐一 | 56        | ファレノプシス         | 516         |
| 0000.12.17 | 阪神   | 阪神牝馬特別     | GII  | 芝1600m（良） | 14    | 3     | 4     | 036.6（11人）   | 08着 | R1:35.0（35.3）   | -1.2 | 福永祐一 | 55        | トゥザヴィクトリー     | 506         |
| 2001.01.28 | 京都   | 京都牝馬S        | GIII | 芝1600m（稍） | 16    | 3     | 6     | 023.3（10人）   | 16着 | R1:36.9（36.6）   | -1.7 | 松永幹夫 | 56        | グレイスナムラ         | 504         |
| 0000.08.12 | 札幌   | クイーンS        | GIII | 芝1800m（良） | 11    | 6     | 6     | 055.9（10人）   | 10着 | R1:48.9（36.5）   | -1.5 | 小野次郎 | 55        | ヤマカツスズラン       | 512         |
| 0000.09.01 | 札幌   | エルムS          | GIII | ダ1700m（良） | 13    | 8     | 12    | 049.40（9人）   | 11着 | R1:45.7（39.2）   | -2.3 | 小野次郎 | 57        | エンゲルグレーセ       | 508         |

## 引退後
繁殖牝馬となり、アメリカのラニメードファームを経て同国のウィンチェスターファームに繋養された後、2015年1月に故郷のサンシャイン牧場に戻り、引退名馬繋養展示事業の対象となっている。

### 繁殖成績
|       | 生年   | 馬名             | 性 | 毛色 | 父              | 馬主                         | 厩舎                                           | 戦績                  |
| ----- | ------ | ---------------- | -- | ---- | --------------- | ---------------------------- | ---------------------------------------------- | --------------------- |
| 第1子 | 2003年 | Fairy Whisper    | 牝 | 鹿毛 | Broad Brush     |                              |                                                | 不出走（引退・繁殖）  |
| 第2子 | 2004年 | アルビアン       | 牝 | 鹿毛 | Cozzene         | 伊達敏明 →伊達泰明           | 美浦・伊藤伸一 →北海道・桑原義光               | 13戦1勝（引退・繁殖） |
| 第3子 | 2006年 | キングロマネスク | 牡 | 芦毛 | Maria's Mon     | 伊達敏明 →伊達泰明           | 美浦・伊藤伸一 →北海道・桑原義光               | 20戦3勝（引退）       |
| 第4子 | 2007年 | ローカパーラ     | 牡 | 鹿毛 | Vindication     | 伊達敏明 →伊達泰明           | 美浦・上原博之 →北海道・佐藤英明               | 17戦1勝（引退）       |
| 第5子 | 2008年 | デラセーラ       | 牝 | 栗毛 | Maria'sMon      | 荒井壽明                     | 美浦・手塚貴久                                 | 8戦0勝（引退・繁殖）  |
| 第6子 | 2009年 | ミスリンディ     | 牝 | 栗毛 | Stormy Atlantic | 荒井壽明 →荒井元明 →伊達泰明 | 美浦・本間忍 →北海道・佐藤英明 →水沢・櫻田康二 | 13戦1勝（引退・繁殖） |
| 第7子 | 2010年 | クロンブリオント | 牡 | 鹿毛 | Mizzen Mast     | 伊達敏明                     | 栗東・今野貞一                                 | 6戦1勝（引退）        |
| 第8子 | 2011年 | ラプレシューズ   | 牝 | 鹿毛 | A.P. Indy       | 荒井壽明                     | 美浦・手塚貴久                                 | 不出走（引退・繁殖）  |
| 第9子 | 2013年 | ナツメ           | 牝 | 栗毛 | Monsun          |                              |                                                | 16戦2勝（引退・繁殖） |

## 血統表
| プリモディーネの血統            | プリモディーネの血統                                         | プリモディーネの血統                                         | （血統表の出典）                                             | （血統表の出典） |
| 父系                            | ミスタープロスペクター系                                     | ミスタープロスペクター系                                     | ミスタープロスペクター系                                     | [ § 2 ]          |
| 父 *アフリート Afleet 1984 栗毛 | 父の父Mr. Prospector 1970 鹿毛                               | Raise a Native                                               | Native Dancer                                                | Native Dancer    |
| 父 *アフリート Afleet 1984 栗毛 | 父の父Mr. Prospector 1970 鹿毛                               | Raise a Native                                               | Raise You                                                    |                  |
| 父 *アフリート Afleet 1984 栗毛 | 父の父Mr. Prospector 1970 鹿毛                               | Gold Digger                                                  | Nashua                                                       | Nashua           |
| 父 *アフリート Afleet 1984 栗毛 | 父の父Mr. Prospector 1970 鹿毛                               | Gold Digger                                                  | Sequence                                                     |                  |
| 父 *アフリート Afleet 1984 栗毛 | 父の母Polite Lady 1977 鹿毛                                  | Venetian Jester                                              | Tom Fool                                                     | Tom Fool         |
| 父 *アフリート Afleet 1984 栗毛 | 父の母Polite Lady 1977 鹿毛                                  | Venetian Jester                                              | Venice                                                       |                  |
| 父 *アフリート Afleet 1984 栗毛 | 父の母Polite Lady 1977 鹿毛                                  | Friendly Ways                                                | Green Ticket                                                 | Green Ticket     |
| 父 *アフリート Afleet 1984 栗毛 | 父の母Polite Lady 1977 鹿毛                                  | Friendly Ways                                                | Ways to Learn                                                |                  |
| 母 モンパリ 1988 鹿毛           | 母の父マルゼンスキー 1974 鹿毛                               | Nijinsky                                                     | Northern Dancer                                              | Northern Dancer  |
| 母 モンパリ 1988 鹿毛           | 母の父マルゼンスキー 1974 鹿毛                               | Nijinsky                                                     | Flaming Page                                                 |                  |
| 母 モンパリ 1988 鹿毛           | 母の父マルゼンスキー 1974 鹿毛                               | *シル Shill                                                  | Buckpasser                                                   | Buckpasser       |
| 母 モンパリ 1988 鹿毛           | 母の父マルゼンスキー 1974 鹿毛                               | *シル Shill                                                  | Quill                                                        |                  |
| 母 モンパリ 1988 鹿毛           | 母の母イザベラ 1980 栗毛                                     | *イエローゴッド Yellow God                                   | Red God                                                      | Red God          |
| 母 モンパリ 1988 鹿毛           | 母の母イザベラ 1980 栗毛                                     | *イエローゴッド Yellow God                                   | Sally Deans                                                  |                  |
| 母 モンパリ 1988 鹿毛           | 母の母イザベラ 1980 栗毛                                     | モンナバンナ                                                 | *モンタヴァル                                                | *モンタヴァル    |
| 母 モンパリ 1988 鹿毛           | 母の母イザベラ 1980 栗毛                                     | モンナバンナ                                                 | *ソーダストリーム                                            |                  |
| 母系(F-No.)                     | 3号族(FN:3-e)                                                | 3号族(FN:3-e)                                                | 3号族(FN:3-e)                                                | [ § 3 ]          |
| 5代内の近親交配                 | Tom Fool4×5=9.38%、Nasrullah5×5=6.25%、Princequillo5×5=6.25% | Tom Fool4×5=9.38%、Nasrullah5×5=6.25%、Princequillo5×5=6.25% | Tom Fool4×5=9.38%、Nasrullah5×5=6.25%、Princequillo5×5=6.25% | [ § 4 ]          |
| 出典                            | 1. 2. 3. 4.                                                  | 1. 2. 3. 4.                                                  | 1. 2. 3. 4.                                                  | 1. 2. 3. 4.      |

- 4代母ソーダストリームの産駒にアローエクスプレス、孫にファンタスト。